# Fesches-le-Châtel
Fesches-le-Châtel är en kommun i departementet Doubs i regionen Bourgogne-Franche-Comté i östra Frankrike. Kommunen ligger i kantonen Étupes som tillhör arrondissementet Montbéliard. År 2022 hade Fesches-le-Châtel 2 147 invånare.

## Befolkningsutveckling
Antalet invånare i kommunen Fesches-le-Châtel
Referens:INSEE